# Milica Mirkułowska
Milica Mirkułowska (ur. 1965 w Skopju) – tłumaczka polskiej literatury na język macedoński, pracownica naukowa Uniwersytetu Świętych Cyryla i Metodego w Skopju

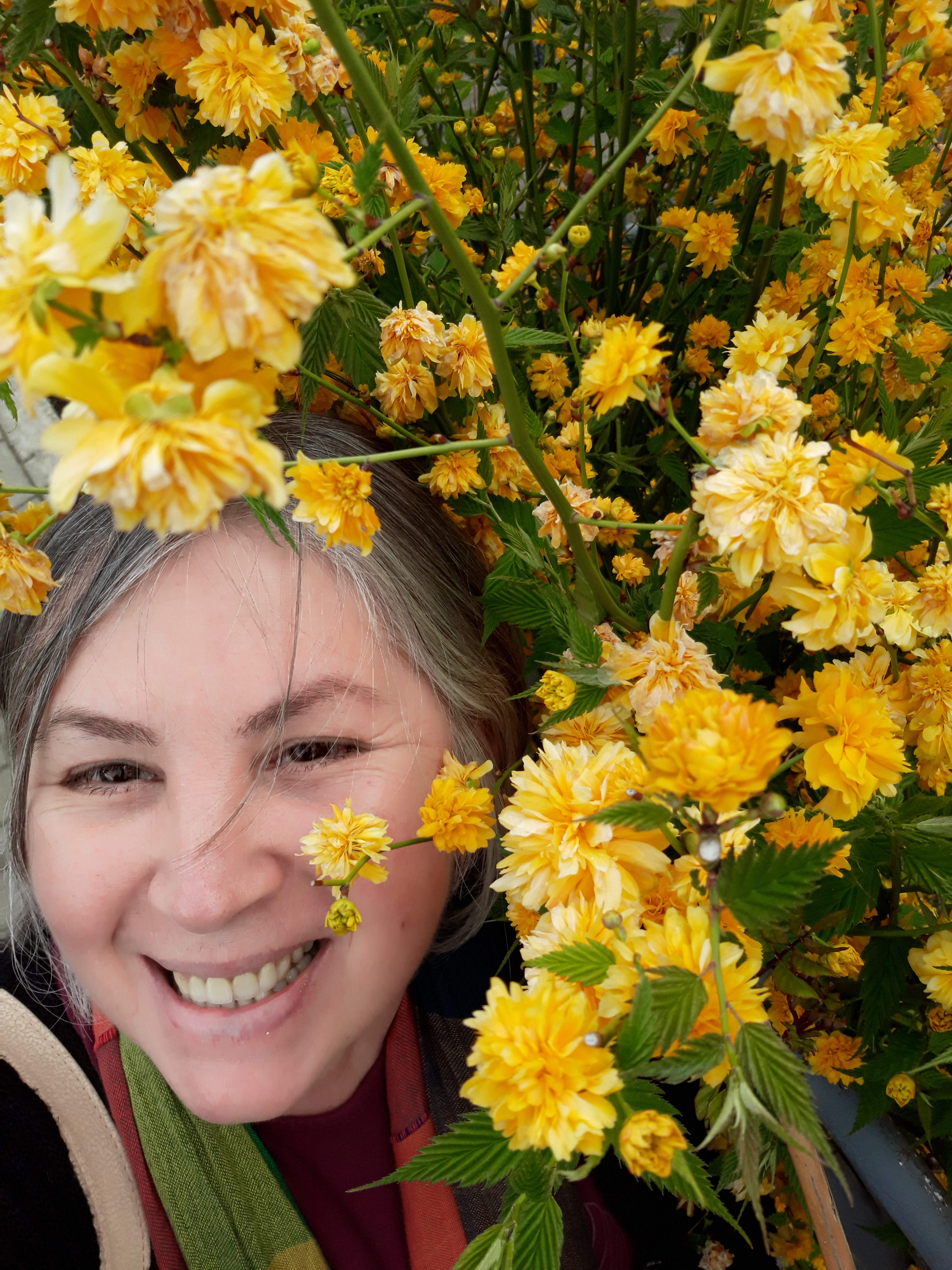
Milica Mirkulovska

## Życie zawodowe
Jest profesorem zwyczajnym na polonistyce w ramach Katedry Slawistyki na Wydziale Filologicznym im. Błaże Koneskiego Uniwersytetu Świętych Cyryla i Metodego w Skopju. Dzięki jej aktywności polonistyka skopijska może się dziś pochwalić wieloma cennymi osiągnięciami. Działalność naukowa Mirkułowskiej skupia się wokół problemów dydaktycznych związanych z nauczaniem języka polskiego Macedończyków oraz zagadnień językoznawczych i tłumaczeniowych. Od 1989 roku badaczka zajmuje się tłumaczeniami z języka polskiego na macedoński. W jej dorobku odnaleźć można przekłady prozy i poezji, ale także artykuły i monografie naukowe z kręgu językoznawstwa i etnologii, czy tłumaczenia seriali telewizyjnych. Literaturę polską zaczęła tłumaczyć w latach dziewięćdziesiątych XX w., rozpoczynając od fragmentów prozy B. Schulza i S. Witkiewicza. Jako tłumaczka prozy polskiej pracuje od 2009 roku. W kręgu jej zainteresowań znajduje się twórczość pisarzy takich jak H. Sienkiewicz, C. Miłosz, S. Lem, J. Pilch, А. Stasiuk, A. Tuszyńska, K. Varga, M. Parys, D. Terakowska i wielu innych. Ponadto Mirkułowska jest redaktorką dwóch ważnych dla współpracy polsko-macedońskiej czasopism slawistycznych – „Folia Philologica Macedono-Polonica” i „Studia Linguistica Polono-Meridianoslavica”.

## Wybrane tłumaczenia[3]
– Stanisław Lem, Solaris / Sołaris, prev. Milica Mirkułowska. Skopje, Antołog, 2016.
– Jerzy Pilch, Inne rozkosze / Greszni użiwańa, prev. Milica Mirkułowska, Skopje, Antołog, 2015.
– Andrzej Stasiuk, Biały kruk / Beł gawran, prev. Milica Mirkułowska, Skopje, Antołog, 2015.
– Andrzej Stasiuk, Taksim / Taksim, prev. Milica Mirkułowska. Skopje, Antołog, 2016.
– Agata Tuszyńska, Narzeczona Schulza / Swrszeniczkata na Bruno Szulc, prev. Milica Mirkułowska. Skopje, Antołog, 2016.
– Agata Tuszyńska, Oskarżona: Wiera Gran / Obwineta: Wjera Gran, prev. Milica Mirkułowska, Skopje, Antołog, 2015.

## Wybrane prace naukowe
– M. Mirkułowska, Aktywne opanowywanie problematyki morfo-syntaktycznej przez studentów macedońskich, w: Polonistyka bez granic, red. R. Nycz, W. Miodunka, T. Kunz, t. 2, Universitas, Kraków 2008.
– M. Mirkułowska, Materiał językowy macedoński do SPPS. Interpretacja wybranych pojęć, w: Język, polityka, społeczeństwo: słownik pojęć politycznych i społecznych krajów Europy Środkowej i Wschodniej, red. S. Dubisz, J. Porayski-Pomsta, E. Sękowska, Elipsa, Warszawa 2004.
– M. Mirkułowska, Potrzeba koordynacji programów w zakresie językoznawstwa ogólnego, gramatyki języka ojczystego i gramatyki języka obcego, w: Inne optyki. Nowe programy, nowe metody, nowe technologie w nauczaniu kultury polskiej i języka polskiego jako obcego, red. R. Cudak, J. Tambor, Wydawnictwo Uniwersytetu Śląskiego, Katowice 2001.
– M. Mirkułowska, Problemy związane z nauczaniem Macedończyków języka polskiego, w: Język polski w kraju i za granicą, red. B. Janowska, J. Porayski-Pomsta, t. 2, Warszawa, 1997.
– M. Mirkułowska, K. Zdrawkowa, Bibliografia języka macedońskiego online : doświadczenia i osiągnięcia, „Zagadnienia Informacji Naukowej” 2007, nr 2, s. 41–53.
– S. Karolak, M. Mirkułowska, Inchoatywna konfiguracja aspektualna w języku macedońskim, Warszawa, 2000.